# Hexatoma flavimarginata
Hexatoma flavimarginata là một loài ruồi trong họ Limoniidae. Chúng phân bố ở miền Cổ bắc.